# おかえりテレビ
『おかえりテレビ』は、2004年4月5日から2009年3月27日まで南海放送（RNBテレビ）で放送された夕方のローカルワイドニュース番組（夕方ワイド番組）である。それまで同局で放送されていた夕方のローカルニュースと同様に、18時台は県内ニュースと特集によって構成されていた。

## 概要
南海放送は2004年3月まで『特急!なんかいNEWSプラス1』を放送していたが、視聴率アップを図ってこの『おかえりテレビ』へとリニューアルさせた。開始から2008年3月までは、月曜日から木曜日には『おかえりテレビ』（16:50　- 18:55）を、金曜日には『おかえりテレビWeekend』（16:50 - 18:55）を放送していた。夕方のニュースの視聴率は、愛媛県のテレビ局の中でナンバー1だった。
開始当初は、夕方の情報ワイド番組として17時台を中心に中継コーナーや料理コーナーを設け、ローカルニュースは18時台に集中させるなど、時間帯で内容を棲み分ける編成となっていた。2006年8月に南海放送本社・演奏所が、それまでの松山市道後樋又から同市本町にある『南海放送本町会館』に移転したのを機に放送時間を拡大し、当初は「Newsリアルタイム」の任意ネット枠を一部ネットしつつ樋又時代の内容を拡充して放送していたが、2007年度からは任意ネット枠の放送時間が拡大して17時台のローカル枠が縮小。冒頭3分間にローカルニュースと天気予報を放送後、日本テレビ「Newsリアルタイム」を全国ネット枠まで放送し、18時台の「Newsリアルタイムえひめ」に接続する形式の報道番組としての内容に変化していった。
2008年4月からは、金曜日のみに放送されていた『おかえりテレビweekend』が他の曜日に放送の『おかえりテレビ』と統合。そして2009年3月27日に番組は終了し、替わって同年3月30日に『News Ch.4』がスタートした。番組最末期のメインキャスターのうち、永野は引き続いてメインキャスターを2013年9月末まで担当した。また、松岡はメインキャスターのポジションを同番組でアナウンス職に復帰した和氣孝治に引き継ぎ、Ch.4ではフィールドキャスターにポジションチェンジして出演。2013年10月改編で、永野・和氣ペアが卒業した際にメインキャスターに復帰している。

## 出演者
| 期間      | 期間      | 男性            | 男性         | 女性                | 女性                |
| 期間      | 期間      | 月曜日 - 木曜日 | 金曜日       | 月曜日 - 木曜日     | 金曜日              |
| --------- | --------- | --------------- | ------------ | ------------------- | ------------------- |
| 2004.4.5  | 2006.8.4  | 山下泰則        | らくさぶろう | 小原佳代子 永野彰子 | 佐伯りさ 永野彰子   |
| 2006.8.7  | 2006.9.29 | 江刺伯洋        | らくさぶろう | 永野彰子            | 佐伯りさ 永野彰子   |
| 2006.10.2 | 2007.3.30 | 江刺伯洋        | らくさぶろう | 永野彰子            | 中塚眞喜子 永野彰子 |
| 2007.4.2  | 2007.6.29 | 江刺伯洋        | 松岡宏忠     | 中塚眞喜子          | 佐伯りさ            |
| 2007.7.2  | 2008.3.28 | 江刺伯洋        | 松岡宏忠     | 永野彰子            | 佐伯りさ            |
| 2008.3.31 | 2009.3.27 | 松岡宏忠        | 松岡宏忠     | 永野彰子            | 永野彰子            |

日本テレビ製作の『NNN Newsリアルタイム』部分については、該当ページの出演者の節を参照。

## 放送時間の変遷
| 期間      | 期間      | 放送時間（JST）                            | 放送時間（JST）                   |
| 期間      | 期間      | おかえりテレビ                             | おかえりテレビweekend             |
| --------- | --------- | ------------------------------------------ | --------------------------------- |
| 2004.4.5  | 2005.4.1  | 月曜日 - 木曜日 17:24 - 18:55（91分）      | 金曜日 17:24 - 18:55（91分）      |
| 2005.4.4  | 2006.3.31 | 月曜日 - 木曜日 17:24 - 18:55（91分）      | 金曜日 16:55 - 18:55 （2時間）    |
| 2006.4.3  | 2008.3.28 | 月曜日 - 木曜日 16:50 - 18:55 （2時間5分） | 金曜日 16:50 - 18:55 （2時間5分） |
| 2008.3.31 | 2009.3.27 | 月曜日 - 金曜日 16:50 - 18:55 （2時間5分） | （放送終了）                      |

## タイムテーブル

### 愛媛ローカルパート1

#### 月曜日 - 木曜日
- 16:50 オープニング、ローカルニュース（おかえりテレビ）
- 16:53 日本テレビから完全フルネット（NNN Newsリアルタイム）

18時台については、『Newsリアルタイムえひめ』のタイムテーブルを参照。

#### 金曜日
- 16:50 オープニング、ローカルニュース（おかえりテレビ）
- 16:55 汐留リーダーズEYEダイジェスト（おかえりテレビ） - 前週土曜日の「Newsリアルタイム・サタデー」内で放送された分の再放送。
- 17:00 日本テレビから完全フルネット（NNN Newsリアルタイム）

18時台については、『Newsリアルタイムえひめ』のタイムテーブルを参照。